# Gare de Roccavione
La gare de Roccavione est une gare ferroviaire italienne de la ligne de Coni à Vintimille (ligne dont la voie est établie en France ou en Italie suivant les sections), située à proximité du centre-ville sur le territoire de la commune de Roccavione, dans la Province de Coni en Piémont.
C'est une halte voyageurs Trenitalia desservie par les trains voyageurs circulant sur la ligne.

## Situation ferroviaire
Établie à 646 mètres d'altitude, la gare de Roccavione est située au point kilométrique (PK) 13,654 de la ligne de Coni à Vintimille, entre les gares de Borgo San Dalmazzo et de Robilante.

## Histoire
La halte de Roccavione est mise en service le 18 juillet 1887, lors de l'ouverture à l'exploitation de la section de Coni à Robilante.

## Service des voyageurs

### Accueil
Halte voyageurs, c'est un point d'arrêt non géré (PANG) qui dispose d'un quai accessible librement par la gauche de l'ancien bâtiment voyageurs.

### Desserte
Roccavione est desservie par des trains Trenitalia sur les relations Coni - Vintimille et Fossano - Limone.

### Intermodalité
Un parking pour les véhicules y est aménagé à côté de l'ancien bâtiment voyageurs.

## Patrimoine ferroviaire
L'ancien bâtiment voyageurs, inutilisé par la halte.

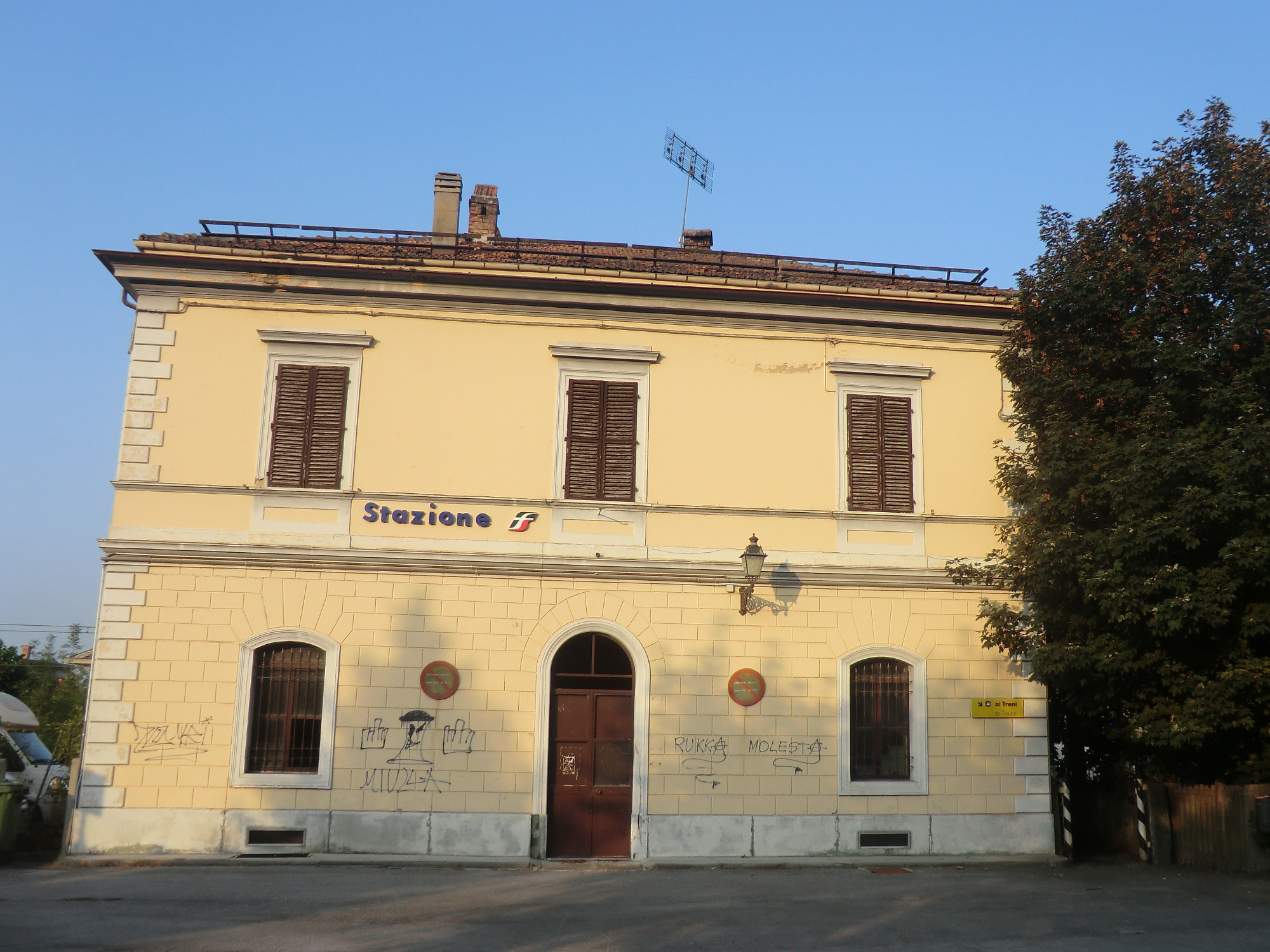
Ancien bâtiment voyageurs